# Невловиме літо 68-го
Невловиме літо 68-го (сербохорв. Varljivo leto '68; серб. Варљиво лето '68) — югославський фільм 1984 року режисера Горана Паскалевича. Він зображує літо, де вирують протести, з точки зору хлопчика-підлітка з Югославії.
Завдяки спільній роботі режисер Горан Паскалевич і сценарист Ґордан Міхіч створили фільм, який є водночас історією кохання та політичною комедією, події якої розгортаються влітку 1968 року. Головний герой, випускник середньої школи Петар, проводить літо в ідилічній патріархальній провінції, куди долинають відгомони бурхливих глобальних і внутрішніх політичних подій. Його світ населяють жінки, які є об'єктами його юнацьких бажань — одружені панянки, сором'язливі однолітки, провокаційні професорки та інші.
Паралельно з фільмом було знято однойменний телесеріал, який того ж року транслювався на Радіотелебачення Белграда. Югославський кіноархів включив фільм до сотні сербських художніх фільмів, які 28 грудня 2016 року були визнані такими, що мають велике культурне значення.

## Сюжет
Влітку 1968 року, в розпал політичних змін у Югославії, передусім студентських демонстрацій, випускник середньої школи Петар Цветкович шукає кохання свого життя, почергово й одночасно закохуючись у кількох жінок, здебільшого зрілих і одружених: фармацевтку, пекарку, бібліотекарку, обидвох доньок голови суду та викладачку соціології, для дипломної роботи з якою він обирає тему, пов'язану з марксизмом. Необхідність нарешті знайти жінку свого життя приводить Петара до низки кумедних ситуацій, що збивають з пантелику його батька, муніципального суддю з догматичними переконаннями, який вважає, що молодь треба виховувати «твердою рукою» та страждає через своє буржуазне походження. Коли Петар нарешті знаходить справжнє кохання, молоду чеську дівчину, їхній роман раптово переривається радянською окупацією Чехословаччини, що змушує її повернутися додому.

## У ролях
| Актор               | Роль               |
| ------------------- | ------------------ |
| Славко Штімац       | Петра Цветкович    |
| Данило Стойкович    | Веселін Цветкович  |
| Міра Баняц          | мати Петра         |
| Мія Алексіч         | дідусь Петра       |
| Івана Міхіч         | Владіця Цветкович  |
| Андрія Мркаїч       | Тадія Цветкович    |
| Саня Вейнович       | Руженка Грабалова  |
| Драгана Варагіч     | Ягодінка Сімонович |
| Неда Арнеріч        | Оля Мірановскі     |
| Міодраг Радованович | голова суду Мічич  |
| Бранка Петрич       | Лепосав            |
| Драган Зарич        | директор школи     |
| Предраг Тасовац     | чоловік на пляжі   |
| Бранко Цвейїч       | кум Спасоє         |

## Передумови створення
Оригінальний сценарій Гордана Міхіча під назвою «Samо јednоm se živi» («Живеш лише раз») представляв історію про стосунки між дідом, батьком і сином у сучасному світі (початок 1980-х років) і призначався для режисера Живоїна Павловича. Після тривалого періоду, коли сценарій перебував у власності Centar Film, його було запропоновано Горану Паскалевичу, який вирішив перенести дію фільму у «бурхливий і переломний» 1968 рік. Бажаючи створити фільм, який містив би його особистий впізнаваний стиль, він ввів у сценарій певні деталі, такі як молода чеська дівчина, дипломна робота на тему марксизму та інші. Крім того, Паскалевич відчував потребу звернутися до подій 1968 року — протестів у Парижі, студентських демонстрацій у Белграді, радянської інтервенції в Чехословаччину — оскільки його покоління тоді вірило, що цей рік був переломним, що щось зміниться і світ стане кращим. Оскільки у нього не було бажання знімати фільм про студентські демонстрації, він вирішив створити сентиментальну комедію з політичним змістом і показати, як бурхливі політичні події впливають на життя звичайних людей.
Рішення перенести час дії фільму з початку 1980-х у 1968 рік було особистим рішенням Паскалевича. Того року він був двадцятиоднорічним студентом першого курсу кінорежисури на факультеті кіно і телебачення (FAMU) у Празі. Він був свідком реформ Дубчека під час Празької весни та спроби створити «соціалізм з людським обличчям». У червні 1968 року, наприкінці першого курсу, він отримав звістку про студентські демонстрації в Югославії, але повернувся до Белграда лише після того, як все закінчилося. Під час перебування в Празі він познайомився з чеською дівчиною на ім'я Мірка, в яку закохався. Разом з ним вона приїхала до Югославії на канікули, і вони провели місяць на узбережжі Адріатики. У серпні Мірка повернулася до Праги, а за день до радянської інтервенції, 20 серпня 1968 року, виїхала з родиною з Чехословаччини до Швейцарії. Її батько, який обіймав високу посаду, був поінформований про те, що станеться, і зумів отримати візи для себе, дружини і дочок. Коли наприкінці серпня Паскалевич повернувся до Праги на навчання, він не зміг її знайти і втратив з нею будь-який зв'язок (він зустрів Мірку лише через багато років в Америці, де вона володіла модним бутіком у Лос-Анджелесі). Його особиста історія кохання послужила мотивом для введення персонажа Руженки Грабалової, чеської відпочивальниці, в яку закохується головний герой.
Будучи молодим студентом-кінологом, Паскалевич зазнав особливого впливу чеського режисера Їржі Менцелья, з яким познайомився через спільних друзів. Будучи прихильником чеських фільмів 1960-х років, які були стилізованими чарівними комедіями, він вирішив, що цей фільм має віддати данину поваги цьому періоду чеського кінематографа. Оскільки початкову назву сценарію «Samо јednоm se živi» («Кохаєш лише раз») довелося змінити через її схожість із назвою фільму Райко Грлича «Samо јednоm se ljubi» («Кохаєш лише раз»), Паскалевич вирішив перефразувати назву фільму Менцеля "Rozmarné léto", знятого в 1968 році, і дав стрічці назву «Varljivo leto» («Оманливе літо, або Невловиме літо»). За допомогою Ружиці Петрович, продюсера Avala Film, фільм врешті-решт отримав назву «Varljivo leto '68» («Невловиме літо 68-го»).

## Виробництво
Незважаючи на те, що на рахунку Паскалевича було п'ять успішних повнометражних фільмів, знятих студією Centar Film, ця компанія не надала достатньо коштів на реалізацію фільму, хоча план зйомок вже був готовий. Ображений тим, що кіностудія не вірила в його фільм і не бажала брати на себе фінансовий ризик, незважаючи на те, що його попередній фільм «Сутінки» приніс півмільйона доларів прибутку, Паскалевич майже відмовився від зйомок фільму. У серпні 1983 року, повертаючись літаком з Пули, він випадково зустрівся з Міланом Вукосом, директором Белградського радіо і телебачення, і розповів йому про проблеми з Centar Film і брак коштів на реалізацію фільму. Оскільки Вукоса зацікавила ця історія, він попросив його принести сценарій, а він подивиться, чим можна допомогти.
Через кілька днів після отримання сценарію Вукос зателефонував Паскалевичу і запропонував надати додаткове фінансування для реалізації фільму за умови, що одночасно буде знято трисерійний телесеріал. Він прийняв цю пропозицію і разом з Міхічем розширив сценарій. Це був третій кінопроект дуету Паскалевич-Міхіч, після успішних фільмів «Пляжний охоронець взимку / Čuvar plaže u zimskom periodu» (1976) та «Пес, який любив потяги / Pas koji je voleo vozove» (1977).
Хоча події фільму розгортаються з травня по серпень, зйомки фільму затягнулися і відбулися наприкінці вересня — на початку жовтня 1983 року через виробничі затримки. Завдяки гарній погоді фільм був знятий всього за двадцять днів. Знаменита сцена на пляжі була знята 5 жовтня на річці Дунай біля села Чортановці в регіоні Срем, на схилах гори Фрушка гора. Побоюючись, що більше не буде сонячних днів, схожих на літо, всі пляжні сцени були зняті за один день.
Щоб передати атмосферу маленького провінційного містечка, значну частину фільму було знято у Сремських Карловцях (Карловська гімназія, залізничний вокзал та інші), а деякі сцени — у Земуні. Проте значна частина фільму була знята в центрі Белграда, оскільки будинок вигаданої кінородини Цветковичів насправді був будинком вченого Йован Цвіїча, в якому знаходиться його меморіальний музей. Цей будинок розташований на вулиці Єлени Цветкович у Копітаревій Градині, там же, де знімалися й інші проекти, такі як фільм «Нічого не зміниться / Nešto između» та телесеріали «Великий живіт / Bolji život» і «Уліца липа / Ulica lipa». Пляж у Чортановцях набув особливої популярності, а місцевість, де знімали фільм, тепер відома як «Пляж Варліво лето».

## Вибір виконавців головних ролей
Обираючи акторів на головні ролі у фільмі, Паскалевич одразу вирішив запросити на роль батьків Петара Даніло «Бату» Стойковича та Міру Баняц, з якими він співпрацював у своєму першому повнометражному фільмі «Čuvar plaže u zimskom periodu», де вони зіграли батьків головного героя — Мілована та Спасеню Пашановичів. Цей надзвичайно успішний дует також з'явився наступного року у фільмі Божі Ніколіча «Балканський шпигун» («Balkanski špijun»). Вибір Мії Алексіч на роль дідуся Петра не викликав жодних сумнівів.
Паскалевич вагався, коли йшлося про вибір виконавця головної ролі, оскільки і він, і Славко Штімац були стурбовані тим, чи зможе тодішній двадцятитрирічний актор переконливо зобразити характер випускника середньої школи Петара Цветковіча. Однак, вірячи в його автентичність, Паскалевич вирішив довірити йому цю роль. Коли справа дійшла до вибору акторки на роль сестри Петара Владіци, режисер не був задоволений запропонованими кандидатурами. Він вирішив запропонувати цю роль тринадцятирічній Івані Міхіч, доньці сценариста Гордана Міхіча. Як і підозрював Паскалевич, Міхіч спочатку опиралася цій ідеї, але його підтримала дружина Міхіча, Віра Чукіч, і їхня донька погодилася на роль, сприйнявши її як своєрідну гру. Роль наймолодшого члена сім'ї Цветковичів, маленької Тадії, зіграв п'ятирічний Андрій Мркаїч, який був відібраний за результатами прослуховування.

## Прийом і критика
Прем'єра фільму відбулася в останній день січня 1984 року в кінотеатрі «Балкан» у Белграді. Від самого початку фільм зіткнувся з перешкодами, і прем'єра не відбулася в престижних на той час кінотеатрах «Ядран» і «Козара». Більшість вітчизняних кінокритиків принизили стрічку, і її навіть не включили до допоміжної програми Югославського кінофестивалю в Пулі, де фільми демонструвалися поза конкурсом. Тодішнє журі пояснило це тим, що фільм недостатньо добре комунікує з аудиторією. На думку Паскалевича, фільм зіткнувся з труднощами через заздрість колег, зважаючи на успіх його попередніх стрічок. Однак він отримав підтримку від знімальної групи та ансамблю акторів, які супроводжували його на прем'єрах фільму в різних містах.
Незважаючи на слабку рекламу та погані відгуки, фільм був добре прийнятий глядачами, які визнали його енергетику. Зал кінотеатру «Балкан» був переповнений на всіх сеансах протягом кількох місяців, і лише в Белграді фільм подивилися понад 160 000 глядачів. Югославський кіноархів у співпраці з компанією Vip mobile та продюсером фільму, компанією Centar film, відреставрував цю класику в цифровому форматі. Прем'єра відбулася 23 серпня 2018 року на закритті першого Міжнародного Дунайського кінофестивалю в Смедерево.

## Участь у фестивалях та нагороди
- Нагороди:
  - Бастія: Великий приз журі
  - Орлеан: Великий приз журі та приз глядацьких симпатій
  - Новий Орелан
  - Москва: Золотий Витязь
- Міжнародні фестивалі:
  - Монреаль
  - Бергамо
  - Монпельє
  - Вальядолід

## Надбання
Югославський кіноархів, відповідно до своїх повноважень згідно із Законом про культурну спадщину, 28 грудня 2016 року оголосив сто сербських художніх фільмів (1911—1999) культурною спадщиною великого значення. «Невловиме літо 68-го» входить до цього списку.